# 思考場療法
思考場療法（しこうばりょうほう、Thought Field Therapy、TFT）は、アメリカの心理学者ロジャー・キャラハンが開発した、非主流科学の心理療法、ニューエイジ系のセラピーである。支持者は、上半身と腕の経穴を指で「タッピング」することで、多種多様な精神的・身体的不調を治療することができると考えている。
2006年にアメリカ心理学会は、TFTは「科学的根拠を欠く」、根拠に基づく医療ではないとした。ランダム化比較試験が実施され、2016年にアメリカ合衆国保健福祉省管轄のアメリカ薬物乱用・精神衛生管理庁（SAMHSA）は、自己コントロールやPTSDに関する肯定的なレビューをインターネットに公開した。治療が有効だと示しているが、しかしこうした研究のような未治療の対象群との比較では、その効果はプラセボ効果などでも説明できるとの『フォーブス』に掲載された指摘がある。

## 理論
背景にある理論は様々な情報源に由来しており、それらが混ざっているが、最も重視されるのは中国医学の思想で、体全体に生命力が流れているという気や経絡の概念が利用されている。アプライドキネシオロジーと物理学も取り入れられている。支持者は、上半身と腕の経穴を指で「タッピング」することで、多種多様な精神的・身体的不調を治療することができると考えている。思考場療法のセッションは長くても15分ほどで、繰り返して行うことはない。
キャラハンが1980年に、「水をみるとみぞおちがむかつく」という「水恐怖症」の患者に対し、胃の経絡で最初の経穴である目の下をたたくように指示したところ、水恐怖症が治癒したことからヒントを得て思考場療法は誕生した。彼が自らの治療法を「Thought Field Therapy （思考場療法）」と名付けたのは、人が感情的問題を伴う事柄や思考について考えているとき、ある「Thought Field（思考場）」にチューニングされるのだと考えていたためである。彼は思考場こそ「TFT体系の最も基本的な概念」であると主張し、思考場は「仮想のものだが、説明のための概念を確立するきわめてリアルな土台となる」と述べている。
思考場療法では、感情的混乱の原因が不幸な出来事そのものにあるとは捉えず、パータベーション（perturbation）と呼ぶ「精神的動揺の原因」の存在を想定している。すなわち、ある人の思考場の歪み1つ1つが、特定の問題と結びついていて、その問題について考えることで活性化されるのだという。キャラハンは、これらのパータベーションこそがネガティブな感情の根本原因であり、各パータベーションは1つの経穴に対応すると主張している。キャラハンは、感情的混乱を取り除くためには、経穴を正確な順序でタッピングしなければならない、とする。彼は、タッピングが気の流れをよくし、バランスの取れた状態にすると考えている。
キャラハンは、TFTは心的外傷後ストレス障害（PTSD）、うつ病、不安、依存症、恐怖症を含む幅広い心理的問題を和らげることができるだけでなく、心房細動などの身体的問題の治療や予防にも効果があると主張している。1985年に書かれたTFTについての最初の本のなかで、キャラハンは、ある種の恐怖症であれば、最短5分で治療できると主張している。
キャラハンは、彼の療法をより発展させたボイステクノロジー（Voice Thechnology、VT）は、ある非公表の「テクノロジー」を用いることで、電話越しに行うことができると断言している。高度なVTの講習はキャラハンから受けることができる。キャラハンのウェブサイトに掲載されている講習費用は5000ドルである。受講者は、「VTの背景にある企業秘密を公開しない」とする秘密保持契約書にサインしなければならない。

## 普及
生きづらさを感じ、自分をアダルトチルドレンと考える人々のワークショップでよく実施されている。

## TFTの有効性の評価と批判
キャラハンやTFTの支持者たちは、TFTに肯定的なFeinsteinの2012年のレビューを挙げて、TFTを支持する証拠を多数掲げており、エビデンスは少しずつではあるが出始めていると主張している。しかし、それらの多くは査読されていない、境界条件のない事例の報告に基づく。極端な例では、ディーポルドとゴールドシュタインによる研究のように、トラウマを抱える患者1人の脳波パターンが、TFTによって変化したことを報告したというものである。
Feinsteinは2008年と2012年にレビューを実施し有効性を裏付ける証拠があるとしたが、このレビュー中の研究を批判的に吟味したBakkerによる2013年のレビューでは、TFTには説得力の強い理論があり、それを裏付ける証拠の多くは厳格な研究デザインではないとか、査読のない論文による弱い証拠だとし、このような状態を指して疑似科学であるという批判もされてきたことを記した。Bakkerが実施した2013年のレビューにおいて、ひとつだけ厳格な研究だと認めた2005年のランダム化比較試験がある。
このランダム化比較試験は、思考場療法のボイステクノロジー（TFT VT）に関する境界条件のあるもので、66名の参加者にTFT VTを施し、比較対象群にも精神的苦痛を排除するという効果が表れた。この論文は査読のあるScientific Review of Mental Health Practice 誌に掲載された。この研究では、TFT VTと、ランダムな順序でのタッピングにはまったく差がないことが示され、キャラハンによる、彼の特別なテクノロジーから導き出される正確な順序が重要であるという主張を否定する証拠となった。
2016年にアメリカ合衆国保健福祉省管轄のアメリカ薬物乱用・精神衛生管理庁（SAMHSA）は根拠に基づく治療として公開し、特に外傷後ストレスに関してであり、うつや不安にも効果が確認されたと評価した。ここに掲載されれば、州に割り当てられた助成金によって治療を行うことができた。しかし、この登録プログラムではどの治療が最も有効かを判断できないという欠陥のために2018年に停止され、同庁は根拠に基づく治療のためにこのプログラムを使うことを推奨していない。根拠として以下の3研究が掲載されていた。
- 2011年のルワンダ虐殺の生存者の心的外傷後ストレス障害 (PTSD) では、成人145人が参加し、待機した人より症状軽減が治療後と2年後にもみられた[21]。
- 2012年のランダム化比較試験は、不安障害の45名が参加し、待機した人より不安症状の減少が1-2週間後から12か月まで維持されていた[22]。
- 2016年のランダム化比較試験は、ウガンダのPTSDの256名が参加し、治療前の症状スコア約61点から待機では47点へと減少したが、TFTで約26点へと大きく減少し、19か月後にも維持されていた[23]。

しかし『フォーブス』誌の記事中で、これらの研究は治療が有効だと示しているが、TFTの処置を除いて同じ条件（長時間の面談など）を設定された適切な対照群がなく未治療との比較になるため、プラセボ効果などでも説明できると指摘されており、国が「狂気じみた」療法を支持しているとする記事名がつけられている。
その他の臨床試験も実施されている。
- 2013年のランダム化比較試験では、ルワンダ虐殺生存者164人、1週間後には待機した人より症状が大きく減少した[24]。
- 2017年のランダム化比較試験は、広場恐怖症の72人にTFTか認知行動療法 (CBT)、または待機を行い、治療後と12か月後にTFTとCBTの効果は同じであった[25]。

### それ以前の初期からの状況
ベトナム戦争の帰還兵でPTSDのより効果的な治療法を探し求めたチャールズ・フィグレーによる試験的研究など、TFTの過去の研究は医学論文で批判を受けている。この研究は4つの新しい治療法を、体系的な臨床的実証（Systematic Clinical Demonstration、SCD）と呼ぶ手法で、6ヶ月の追跡調査によって試験していたもので、各治療法を比較する統計的検定は行われていない。著者らは、「従来の心理療法の研究と違い、SCDは異なる治療法を比較することを意図したものではないので、実証的に妥当な治療法として認めるための基準のうち、一部は満たしているものの、必ずしもそのすべてを満たすものではない。」「残念ながら、被験者の選別とデータ収集に問題があり、本研究は目標を達成できなかった。加えて、手法間の比較は、この研究の性質上不可能であり、この研究はそのような比較をはじめから計画したものではない。」と述べている。著者らはまた、PTSDの患者を予備選別しなかったので、なかにはPTSDの診断基準に当てはまらない患者もいたかもしれないとも書いている。著者らは、TFTと他3つの手法の研究が不十分なことを認めた上で、「これらの治療法は、患者がトラウマ的な記憶のもっとも辛い側面を取り除くのに役立つ見込みがあると思われる」と述べ、4つの手法ともにより詳しい研究をするべきだとしている。
2001年に、Journal of Clinical Psychologyは、キャラハンの選んだTFTに関する論文5本を「査読なし」で載せるという前例のない案に応じた。査読の代わりに、批判の文章が各論文に並べて掲載された。批判派は、5つの研究それぞれに深刻な欠陥があり、そのために説明不能なものになっているという意見で一致していた。彼らは、成功した事例のみを選び出すことによるバイアス、多種多様な問題を対象にしていること、対照群を適切に用いていないこと、プラセボ効果・要求特性・平均への回帰をコントロールできていないこと、評価のための適切な測定値がないこと、有効性の測定値として、心拍変動性以外には主観的障害単位しか利用していないこと、背景を無視して心拍変動性を不適切に用いていること、信憑性のある理論がないことを、欠陥として指摘している。
2001年には、批判派の1人で、ハーバード大学で心理学の教授を務めるリチャード・J・マクナリーが、TFTを支持する証拠はないと指摘し、「キャラハンが科学者たちに与えられた宿題を終えるまでは、心理学者はTFTにいかなる注意も払う義務もない」と述べている。同年、心理学者のジョン・クラインは、キャラハンの論文は「根拠のない主張、定義の曖昧な新造語、突拍子もない事例報告の支離滅裂な羅列で、お笑いと解説文の境界を曖昧にするようなものだ」と書いた。査読なしに発表された研究の著者の1人は、後に彼女の結論を撤回し、TFTに好意的だったかつての立場を覆した。それ以外にTFTを支持するとして挙げられている研究には、キャラハンのニュースレターThe Thought Fieldに挙げられているものと、アプライドキネシオロジーに関する論文を集めた雑誌の私的アーカイブに発表された、TFTボイステクノロジーについての視聴者参加型ラジオ番組による境界条件のない研究がある。ある研究は、編集委員にドーソン・チャーチをはじめとする代替医療支持者を多数擁する、代替医療を擁護する信念を持つ雑誌に発表されている。
2006年に行われた、心理学者を対象にした疑わしい治療法についてのアンケート調査の結果が、アメリカ心理学会誌に発表されている。それによれば、アンケート参加者（現場の臨床心理学者と、学術的な心理学研究者の両方を含む）は、平均して、TFTを「ほぼ疑わしい（probably discredited）」と評価した。デビリーは、TFT、EFT、神経言語プログラミングを含むパワーセラピーが主張されているような効果を持つという証拠はなく、それらのセラピーは疑似科学の特徴を示すと述べた。スコット・O.リリエンフェルド（エモリー大学准教授）、ジェフェリー・M.ロー（ニューヨーク州立大学ビンガムトン校教授）、スティーブン・J.リン（アーカンサス大学ファイエットビー校教授）の臨床心理学者3名は、その共著において、疑似科学の顕著な特徴を示す療法の例としてTFTを挙げている。具体的には、査読から逃げていることと、境界条件がないことがその特徴だという。
2002年と2006年には、臨床心理学者は、効果のない疑似科学的治療法であるTFTが政府機関や社会全体で採用されることを懸念した。